# Олибрий (консул 491 г.)
Вижте пояснителната страница за други личности с името Олибрий.
Флавий Олибрий Младши (на латински: Flavius Olybrius; * 480, † 524/527 г.) е политик на Източната Римска империя.

## Биография
Той е син е на Ареобинд (консул 506 г.) и Аниция Юлиана, дъщеря на западноримския император Олибрий и Плацидия. Полубрат е на Дагалайф от първия брак на баща му.
Жени се за братовчедката си Ирена, дъщеря на Флавий Павел (консул 496 г.). Баща е на Проба (* 510), която се омъжва за братовчед си Флавий Аниций Проб Младши (консул 525 г.).
През 491 г. Олибрий е сам консул.